# Dorengt
Dorengt ist eine französische Gemeinde mit 150 Einwohnern (Stand 1. Januar 2022) im Département Aisne in der Region Hauts-de-France (vor 2016 Picardie). Sie gehört zum Arrondissement Vervins, zum Kanton Guise und zum Kommunalverband Thiérache du Centre.

## Geographie
Die Gemeinde Dorengt liegt am Nordrand der Landschaft Thiérache am Fluss Noirrieu, 35 Kilometer nordöstlich von Saint-Quentin. An der südöstlichen Gemeindegrenze verläuft der Fluss Iron. Nachbargemeinden von Dorengt sind Esquéhéries im Nordosten und Osten, Leschelle im Südosten, Lavaqueresse im Süden, Iron im Südwesten sowie La Neuville-lès-Dorengt im Westen und Nordwesten.

## Bevölkerungsentwicklung
| Jahr                       | 1962 | 1968 | 1975 | 1982 | 1990 | 1999 | 2006 | 2012 | 2021 |
| Einwohner                  | 280  | 230  | 202  | 183  | 171  | 142  | 149  | 156  | 152  |
| Quellen: Cassini und INSEE |      |      |      |      |      |      |      |      |      |

## Sehenswürdigkeiten

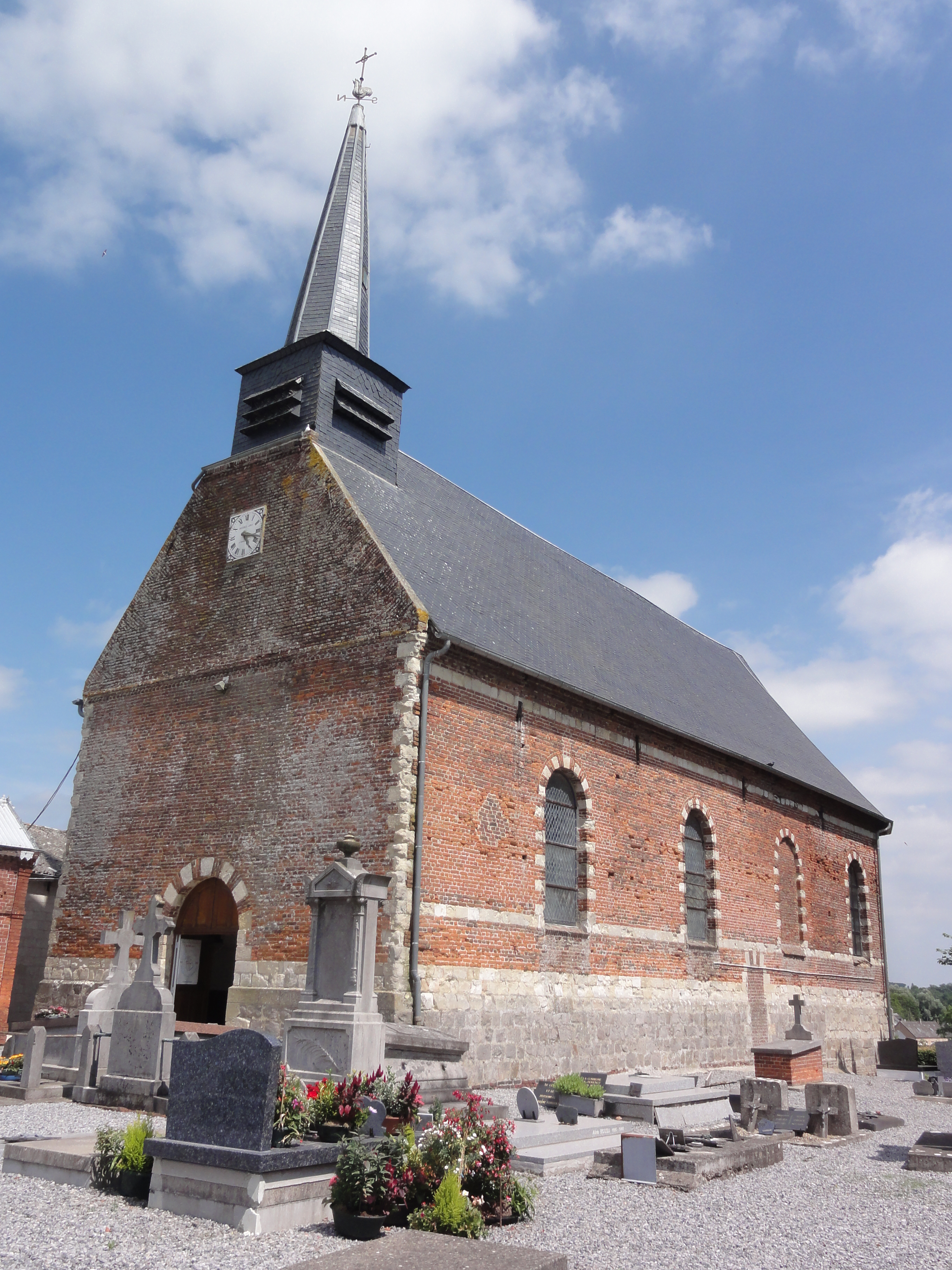
Kirche Saints-Pierre-et-Paul
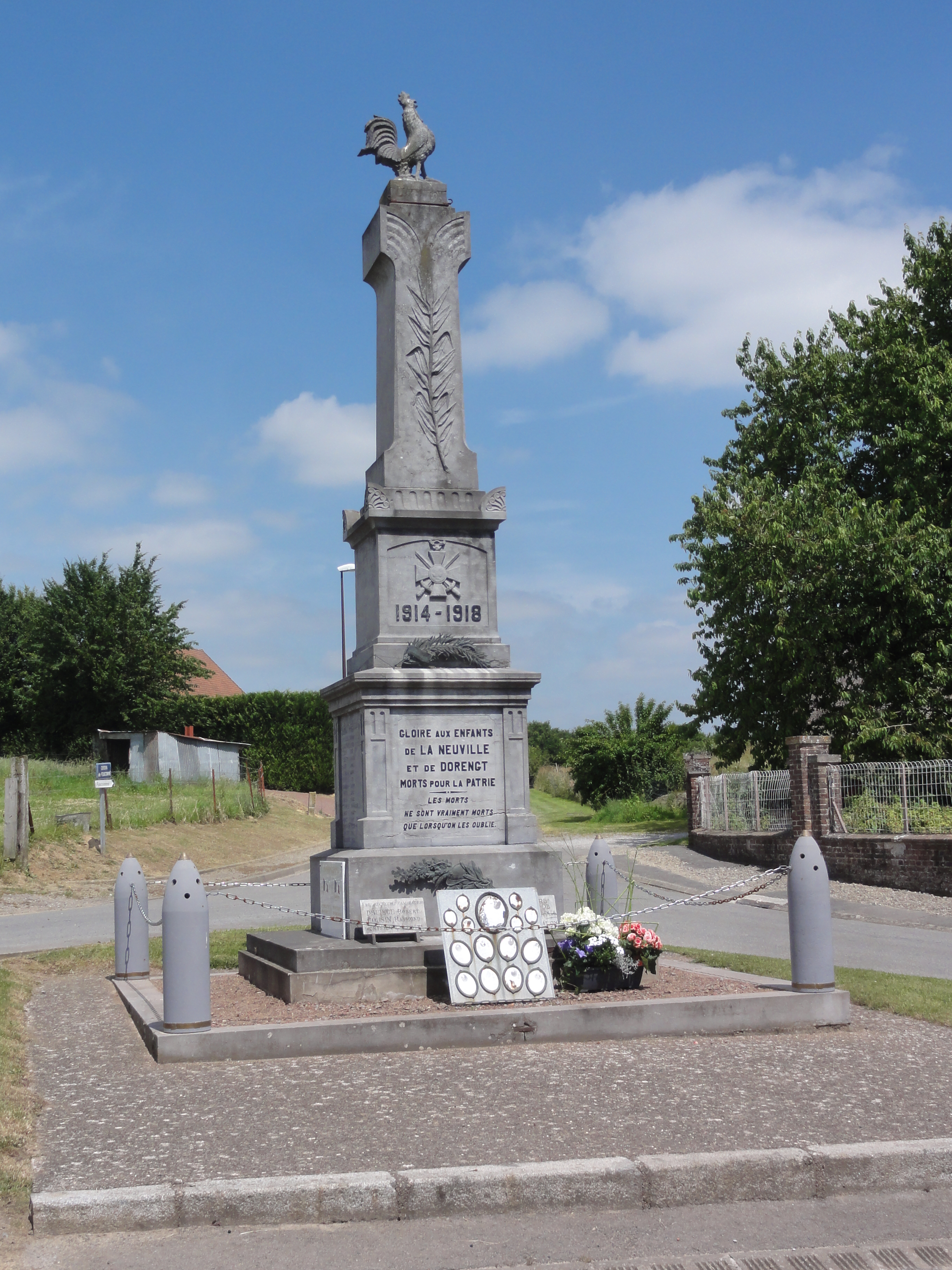
Gefallenendenkmal

- Kirche Saints-Pierre-et-Paul
- Gefallenendenkmal